# New Georgia Sound
New Georgia Sound er et vandområde, som ligger omtrent midt mellem Salomonøerne. Sundet afgrænses af Choiseul, Santa Isabel og Floridaøerne mod nord, og af Vella Lavella, Kolombangara, New Georgia og Russell-øerne mod syd. Bougainville og Guadalcanal udgør henholdsvis den vestlige og den østlige ende af sundet.
Sundet udgør en af de tre vigtigste ruter for handelsskibe gennem Salomonøerne. Ruterne er Bougainville Strædet og Indispensable Strædet som forbinder Stillehavet, Salomonhavet og Koralhavet og Manning Strædet, som forbinder Stillehavet med New Georgia Sundet.
Under Stillehavskrigen var sundet kendt som "the Slot" (sprækken) af Allierede soldater på grund af dens geografiske form og antallet af krigsskibe, som krydsede det. Den japanske flådes indsats for at forsyne garnisonen på Guadalcanal blev kaldt  Tokyo Express. Mange søslag blev udkæmpet i og omkring sundet i 1942 og 1943, mellem Kejserriget Japans flåde og de allierede styrker i United States Navy, Royal Australian Navy, og Royal New Zealand Navy.
Vulkanen Savo Island, nordvest for Guadalcanal, er den eneste betydelige ø i sundet.